# Galeazzo Appiani
Galeazzo Appiani (ur. w Księstwie Mediolanu, zm. 1612 lub 1613 w Przemyślu) – włoski murator działający i mieszkający w Przemyślu. Pierwszy raz wzmiankowany w aktach miejskich w 1565 jako czeladnik murarski. W 1573 poślubił wdowę po innym włoskim architekcie przemyskim Piotrze Włochu. Posiadał własną cegielnię zlokalizowaną w rejonie ulicy Słowackiego. W aktach określany z reguły muratorem, pod koniec życia był najprawdopodobniej szefem cechu murarzy.
Wbrew wcześniejszym publikacjom, nie mógł być budowniczym kościoła Karmelitów bosych (budowanego w latach 1624–1630), a także pracować przy przebudowie Zamku Kazimierzowskego (przebudowa rozpoczęła się po 1616), gdyż w tych latach już nie żył.